# Kantküla (Torma)
Kantküla – wieś w Estonii, w prowincji Jõgeva, w gminie Torma.